# Loup (série télévisée d'animation)
Pour les articles homonymes, voir Loup (homonymie).
Paul Leluc
Loup est une série télévisée d'animation française en 156 épisodes de 7 minutes diffusé depuis le 21 octobre 2018 sur TF1 dans le programme jeunesse Tfou. Elle est également diffusée sur Télétoon+ et TiJi.
Il s'agit d'une adaptation de l'œuvre d'Orianne Lallemand et Éléonore Thuillier publiée par les éditions Auzou, par Paul Leluc.
Au Québec, elle est diffusée depuis le 26 août 2019 à Télé-Québec.

## Distribution
- Emmanuel Garijo : Loup
- Emmanuel Curtil  : Gros-Louis / Joshua
- Victoria Grosbois  : Titi / Hippolette
- Kelly Marot  : Louve / Gratouille
- Antoine Schoumsky : Alfred / Valentin

## Production

### Fiche technique
- Titre français : Loup
- Création : œuvre originale d'Orianne Lallemand et Eléonore Thuillier
- Réalisation : Paul Leluc
- Scénario : Valérie Baranski et Pascal Mirleau
- Direction artistique : Samuel Kaminka et Vincent Bonjour
- Musique : Mathias Duplessy
- Production : Delphine Ankoudovitch
- Sociétés de production : Samka Productions, Making Prod et Movimenti Production
- Sociétés de distribution :
- Pays d'origine :  France
- Langue originale : français
- Format : HD TV 1080p
- Genre : Animation, Jeunesse, Comédie
- Nombre de saisons : 2
- Nombre d'épisodes : 158
- Durée : 7 minutes
- Dates de première diffusion :
  - France : 21 octobre 2018

### Diffusion internationale
- Amérique latine: Cartoon Network
- Allemagne: KiKA
- Corée du Sud: EBS
- Brésil: TV Cultura, Cartoon Network et RecordTV
- Italie: Rai Yoyo et Rai Gulp
- Espagne: Clan et Canal Panda
- Israël: Arutz HaYeladim
- Portugal: Canal Panda
- Arabie saoudite: MBC 3
- Belgique: Ketnet et OUFtivi
- Pays-Bas: NPO Zapp
- Canada: Télé-Québec
- Pologne: TVP ABC, Disney XD, Cartoon Network, Teletoon+
- Australie: Network 10 et Nickelodeon
- Russie: 2x2

## Épisodes

### Première saison (2018)
1. Le Loup qui voulait aller sur la lune
2. Le Loup qui voulait devenir jardinier
3. Le Loup qui voulait être explorateur
4. Le Loup qui voulait devenir magicien
5. Le Loup qui voulait devenir cascadeur
6. Le Loup qui voulait chasser les fantômes
7. Le Loup qui voulait être détective
8. Le Loup qui voulait devenir cow-boy
9. Le Loup qui voulait être pompier
10. Le Loup qui voulait être docteur
11. Le Loup qui voulait aller à l'école
12. Le Loup qui voulait être un champion
13. Le Loup qui voulait être roi
14. Le Loup qui voulait être bricoleur
15. Le Loup qui voulait voler
16. Le Loup qui voulait être un géant
17. Le Loup qui voulait être pâtissier
18. Le Loup qui voulait être pilote de course
19. Le Loup qui voulait être capitaine de bateau
20. Le Loup qui voulait être nounou
21. Le Loup qui voulait pêcher un gros poisson
22. Le Loup qui voulait être Père Noël
23. Le Loup qui voulait être chevalier
24. Le Loup qui voulait toucher les nuages
25. Le Loup qui voulait être coiffeur
26. Le Loup qui voulait être archéologue
27. Le Loup qui voulait savoir danser
28. Le Loup qui voulait changer de maison
29. Le Loup qui voulait être musicien
30. Le Loup qui voulait dormir à la belle étoile
31. Le Loup qui voulait être policier
32. Le Loup qui voulait être Yéti
33. Le Loup qui voulait être chercheur d'or
34. Le Loup qui voulait devenir champion de ski
35. Le Loup qui voulait faire de l'Art
36. Le Loup qui voulait vivre comme un Pharaon
37. Le Loup qui voulait devenir pirate
38. Le Loup qui voulait être acrobate
39. Le Loup qui voulait tricoter un pull
40. Le Loup qui voulait rencontrer un extraterrestre
41. Le Loup qui voulait devenir Tarzan
42. Le Loup qui voulait réaliser des vœux
43. Le Loup qui voulait être agent spécial
44. Le Loup qui voulait vivre comme un loup préhistorique
45. Le Loup qui voulait tout faire à l'envers
46. Le Loup qui voulait être un Indien
47. Le Loup qui voulait faire un film
48. Le Loup qui voulait tout savoir
49. Le Loup qui voulait être photographe
50. Le Loup qui ne voulait plus dormir
51. Le Loup qui voulait être maître-nageur
52. Le Loup qui voulait devenir Ninja !
53. Le Loup qui voulait être hypnotiseur
54. Le Loup qui voulait être esquimau
55. Le Loup qui voulait être une fille
56. Le Loup qui voulait faire comme le Petit Poucet
57. Le Loup qui voulait capturer un arc-en-ciel
58. Le Loup qui voulait explorer les fonds marins
59. Le Loup qui voulait être un rebelle
60. Le Loup qui voulait dompter un grand Mochaplume
61. Le Loup qui voulait être parfumeur
62. Le Loup qui voulait faire peur
63. Le Loup qui voulait être une star
64. Le Loup qui voulait redevenir un bébé
65. Le Loup qui voulait courir plus vite qu'un guépard
66. Le Loup qui voulait être garde du corps
67. Le Loup qui voulait être devin
68. Le Loup qui voulait faire des farces
69. Le Loup qui voulait être classe
70. Le Loup qui voulait être poète
71. Le Loup qui voulait être un viking
72. Le Loup qui voulait construire un robot
73. Le Loup qui voulait être entraîneur
74. Le Loup qui voulait devenir chanteur d'opéra
75. Le Loup qui voulait être courageux
76. Le Loup qui voulait vivre la grande aventure de l'Amitié - 1re partie
77. Le Loup qui voulait vivre la grande aventure de l'Amitié - 2e partie
78. Le Loup qui voulait vivre la grande aventure de l'Amitié - 3e partie

### Deuxième saison (2020)
La saison 2 débute le 9 janvier 2020 sur TF1.
1. Le Loup qui voulait avoir un gros rhume
2. Le Loup qui ne voulait plus jamais rien rater
3. Le Loup qui voulait écrire un roman d'aventure
4. Le Loup qui voulait être top model
5. Le Loup qui voulait aller au centre de la Terre
6. Le Loup qui voulait être chef
7. Le Loup qui voulait élever un dinosaure
8. Le Loup qui voulait être une sirène
9. Le Loup qui voulait qu'on l'aime
10. Le Loup qui ne voulait plus rigoler
11. Le Loup qui voulait offrir une pluie d'étoiles filantes
12. Le Loup qui ne voulait plus jamais s'énerver
13. Le Loup qui voulait vivre sur une île déserte
14. Le Loup qui voulait faire pousser des fleurs sur la Lune
15. Le Loup qui voulait être livreur express
16. Le Loup qui voulait faire du patin à glace
17. Le Loup qui voulait porter chance
18. Le Loup qui voulait être invisible
19. Le Loup qui voulait guérir la Vari-Yéti-Celle
20. Le Loup qui voulait dire oui à tout
21. Le Loup qui voulait qu'il pleuve
22. Le Loup qui voulait peindre les nuages
23. Le Loup qui voulait jouer à la tablette
24. Le Loup qui voulait être clown
25. Le Loup qui voulait être un lapin
26. Le Loup qui voulait tout nettoyer
27. Le Loup qui voulait faire du cirque
28. Le Loup qui voulait être frisé
29. Le Loup qui voulait savoir ce qu'on pense de lui
30. Le Loup qui voulait être envoyé spécial
31. Le Loup qui voulait être vétérinaire
32. Le Loup qui voulait battre le record des records
33. Le Loup qui voulait aider un oiseau à voler
34. Le Loup qui voulait gagner sans tricher
35. Le Loup qui ne voulait plus avoir peur des crapauds
36. Le Loup qui voulait fuir toutes les puces
37. Le Loup qui voulait être fan de Louve
38. Le Loup qui voulait faire plaisir à Hippolette
39. Le Loup qui voulait un animal de compagnie
40. Le Loup qui voulait faire une surprise
41. Le Loup qui voulait être chasseur de dragon
42. Le Loup qui voulait attraper un grand Mochàpoils - Partie 1 : La légende du Mochàpoils
43. Le Loup qui voulait attraper un grand Mochàpoils - Partie 2 : L'expédition épineuse
44. Le Loup qui voulait attraper un grand Mochàpoils - Partie 3 : Le grand Mochàpoils
45. Le Loup qui voulait avoir de méga réflexes
46. Le Loup qui voulait trouver le vrai coupable
47. Le Loup qui voulait sauver son bonhomme de neige
48. Le Loup qui voulait rendre tout le monde heureux : Partie 1 : Loup, marchand de bonheur
49. Le Loup qui voulait rendre tout le monde heureux : Partie 2 : Gros Louis n'est plus Gros Louis
50. Le Loup qui voulait rendre tout le monde heureux - Partie 3 : Bienvenue Hippolette
51. Le Loup qui voulait faire du cerf-volant
52. Le Loup qui voulait percer le secret de l'objet mystère
53. Le Loup qui voulait inventer des mots
54. Le Loup qui ne voulait plus jamais s'ennuyer
55. Le Loup qui voulait tout goûter
56. Le Loup qui voulait trouver le fabuleux cristal
57. Le Loup qui voulait nager comme un poisson
58. Le Loup qui voulait rendre service
59. Le Loup qui voulait faire un safari
60. Le Loup qui voulait sauver la Princesse
61. Le Loup qui voulait revenir en arrière
62. Le Loup qui voulait être maître d'école
63. Le Loup qui voulait monter un groupe de musique
64. Le Loup qui voulait emmener Louve en ballon volant
65. Le Loup qui voulait être un justicier
66. Le Loup qui voulait retrouver son doudou
67. Le Loup qui voulait être le plus fort du monde
68. Le Loup qui voulait refaire la photo d'Alfred
69. Le Loup qui voulait sauver Titi
70. Le Loup qui voulait accomplir 12 travaux
71. Le Loup qui voulait que tout soit parfait
72. Le Loup qui voulait être mousquetaire
73. Le Loup qui voulait être le roi du carnaval
74. Le Loup qui voulait protéger la nature
75. Le Loup qui voulait être secouriste
76. Le Loup qui voulait trouver une licorne pour Titi
77. Le Loup qui voulait un poisson
78. Le Loup qui voulait sauver tous les animaux

## Livres
Les ouvrages de la série littéraire jeunesse Loup sont publiés par les Éditions Auzou.